# 4520 Dovzhenko
4520 Dovzhenko eller 1977 QJ3 är en asteroid i huvudbältet som upptäcktes den 22 augusti 1977 av den rysk-sovjetiske astronomen Nikolaj Tjernych vid Krims astrofysiska observatorium på Krim. Den har fått sitt namn efter den ukrainsk-sovjetiske filmskaparen Oleksandr Dovzjenko.
Asteroiden har en diameter på ungefär fem kilometer.